# Jan Bednarek
Jan Kacper Bednarek (Słupca, Polònia, 12 d'abril de 1996) és un futbolista polonès. Juga de defensa i el seu equip actual és el Southampton FC de la Premier League d'Anglaterra.

## Trajectòoria
Bednarek va debutar l'any 2013 amb el KKS Lech Poznań amb només 17 anys. En la seva segona temporada al club va guanyar la Ekstraklasa, encara que va tenir molt poc protagonisme jugant només 2 partits.
Buscant minuts va ser cedit al Górnik Łęczna durant la temporada 2015-2016. Després d'aquesta cessió va tornar al seu equip i la temporada següent va jugar fins a 27 partits, tots com a titular, essent un jugador important dins l'equip.
Aquesta millora es va veure reflectida quan l'1 de juliol del 2017 va anunciar el seu fitxatge pel Southampton FC a canvi de 5 milions de lliures.

## Internacional
És internacional absolut amb la Selecció de futbol de Polònia. Va estar convocat pel Mundial 2018.

### Participacions en Copes del Món
| Mundial      | Seu    | Resultat     | Partits | Gols |
| ------------ | ------ | ------------ | ------- | ---- |
| Mundial 2018 | Rússia | Primera fase | 3       | 1    |

### Participacions en Eurocopes
| Copa                 | Seu     | Resultat     | Partits | Gols |
| -------------------- | ------- | ------------ | ------- | ---- |
| Eurocopa sub-21 2017 | Polònia | Primera fase | 3       | 0    |

## Clubs
| Club                  | País       | Any       |
| --------------------- | ---------- | --------- |
| Lech Poznań           | Polònia    | 2013-2017 |
| Górnik Łęczna (cedit) | Polònia    | 2015-2016 |
| Southampton FC        | Anglaterra | 2017-     |

## Palmarès

### Títols nacionals
| Títol              | Club        | País    | Any  |
| ------------------ | ----------- | ------- | ---- |
| Ekstraklasa        | Lech Poznań | Polònia | 2015 |
| SuperPuchar Polski | Lech Poznań | Polònia | 2016 |